# Eupterella mexicana
Eupterella mexicana är en insektsart som beskrevs av Delong och Ruppel 1950. Eupterella mexicana ingår i släktet Eupterella och familjen dvärgstritar. Inga underarter finns listade i Catalogue of Life.